# Choi Min-sik
Pour les articles homonymes, voir Choi.
Dans ce nom coréen, le nom de famille, Choi, précède le nom personnel.
Choi Min-sik (coréen : 최민식), né le 27 avril 1962 à Séoul, est un acteur sud-coréen très connu pour ses rôles dans Old Boy (2003), J'ai rencontré le Diable (2010), et The Admiral: Roaring Currents (2014), ainsi que dans le film français Lucy (2014).
Avec Song Kang-ho et Ha Jeong-woo, Min-sik est considéré comme l'un des acteurs sud-coréens actuels les plus talentueux et acclamés par la critique.

## Biographie

### Carrière cinématographique
Choi Min-sik s'est d'abord fait connaître par le théâtre avant de percer dans l'industrie cinématographique dans le film Notre héros défiguré en 1992 de Park Chong-won, qui rencontre un bon succès auprès des critiques de cinéma et du public. Au milieu des années 1990, il continue de jouer des rôles au théâtre ainsi que dans de nombreuses séries télévisées, dont notamment Moon Over Seoul avec Han Seok-gyu. L'année 1997 marque son retour sur la scène du cinéma avec un rôle de policier dans le film No. 3. Le rôle qui le révèle véritablement au cinéma sera son rôle de terroriste nord-coréen dans le film Shiri. Ce n'est pas le rôle principal de ce film qu'on a appelé « le premier blockbuster coréen », mais son interprétation étonne notamment lors d'une scène où il crie la douleur de ses compatriotes nord-coréens. Le rôle lui vaudra deux prix d'interprétation.
Au printemps 1999, il joue Hamlet au théâtre avant de revenir au cinéma avec le film Happy End, où il joue le rôle d'un mari apprenant l'infidélité de sa femme. En 2001, il interprète un gangster de bas étage à la recherche d'une femme qu'il a épousée sans même la connaître dans le film Failan, aux côtés de l'actrice hongkongaise Cecilia Cheung. Le film est salué par la critique.
En 2003, c'est la consécration avec le film Old Boy. Depuis, il a fait une apparition dans Frères de sang, jouant encore une fois le rôle d'un soldat nord-coréen, ainsi que dans Crying Fist, où il interprète avec conviction un boxeur sur le déclin. Il tient également la tête d'affiche dans le film When Spring Comes où il interprète un chef d'orchestre dépêché dans un village de campagne pour enseigner la musique à des enfants. Choi Min-sik n'a pas peur des rôles difficiles et joue le rôle de l'horrible meurtrier d'enfants dans le film qui clôt la trilogie de la vengeance de Park Chan-wook, Lady Vengeance, ou encore un serial-killer psychopathe dans le film de Kim Jee-woon, J'ai rencontré le Diable.
En 2006, emboîtant le pas à Jang Dong-gun, Choi Min-sik renvoie au gouvernement l'Ordre du Mérite Culturel qu'il a reçu pour son rôle dans Old Boy, afin de protester contre la réduction des quotas de diffusion des films nationaux : il refuse tous les scénarios qui lui parviennent et compte ne plus jouer dans aucun film si les quotas ne sont pas rétablis.
En 2014, outre un second rôle hors de Corée dans Lucy, il joue le rôle principal dans The Admiral: Roaring Currents, un film sur le héros coréen Yi Sun-sin qui devient le film le plus vu dans l'histoire de la Corée du Sud.

## Filmographie

### Cinéma
| Année | Film                                  | Titre original                            | Réalisateur                | Rôle                             | Observations                                                                         |
| ----- | ------------------------------------- | ----------------------------------------- | -------------------------- | -------------------------------- | ------------------------------------------------------------------------------------ |
| 1989  | Kuro Arirang                          | 구로아리랑                                | Park Jong-won              | Jin-seok                         |                                                                                      |
| 1990  | That Which Falls Has Wings            | 추락하는 것은 날개가 있다                 | Jang Gil-su                | Tae-sik                          |                                                                                      |
| 1992  | Notre héros défiguré                  | 우리들의 일그러진 영웅                    | Park Jong-won              | Professeur Kim                   |                                                                                      |
| 1992  | May Our Love Stay This Way            | 강정수                                    | Kang Jeong-su              | Jun-hyeok                        |                                                                                      |
| 1993  | Sarah is Guilty                       | 사라는 유죄                               | Yu Ji-hyeong               | Professeur de musique            |                                                                                      |
| 1997  | No. 3                                 | 넘버3                                     | Song Neung-han             | Dong-pal                         |                                                                                      |
| 1998  | The Quiet Family                      | 조용한 가족                               | Kim Jee-woon               | Kang Chang-goo                   |                                                                                      |
| 1999  | Shiri                                 | 쉬리                                      | Kang Je-gyu                | Park Mu-young                    |                                                                                      |
| 1999  | Happy End                             | 해피엔드                                  | Jeong Ji-woo               | Seo Min-ki                       |                                                                                      |
| 2001  | Failan                                | 파이란                                    | Song Hae-sung              | Kang-jae                         | Adaptation cinématographique du roman japonais Love Letter de Jirō Asada.            |
| 2002  | Ivre de femmes et de peinture         | 취화선                                    | Im Kwon-taek               | Jang Seung-up                    |                                                                                      |
| 2003  | Old Boy                               | 올드보이                                  | Park Chan-wook             | Oh Dae-su                        | Adaptation cinématographique du manga éponyme de Nobuaki Minegishi et Garon Tsuchiya |
| 2004  | Frères de sang                        | 태극기 휘날리며 Taegukgi                  | Kang Je-gyu                | Commandant nord-coréen           | Caméo                                                                                |
| 2004  | When Spring Comes                     | 꽃피는 봄이 오면                          | Ryu Jang-ha                | Hyun-woo                         |                                                                                      |
| 2005  | Crying Fist                           | 주먹이 운다                               | Ryu Seung-wan              | Kang Tae-shik                    |                                                                                      |
| 2005  | Lady Vengeance                        | 친절한 금자씨 Sympathy for Lady Vengeance | Park Chan-wook             | Baek Han-sang                    |                                                                                      |
| 2009  | Destination Himalaya                  | 히말라야 : 바람이 머무는 곳               | Jeon Soo-il                | Choi                             |                                                                                      |
| 2010  | J'ai rencontré le Diable              | 악마를 보았다 I Saw the Devil             | Kim Jee-woon               | Jang Kyung-chul                  |                                                                                      |
| 2011  | Lili à la découverte du monde sauvage | 마당을 나온 암탉                          | Oh Sung-yoon               | Wanderer/Nagnae/Straggler/Wilson | Doublage                                                                             |
| 2012  | Nameless Gangster                     | 범죄와의 전쟁                             | Yoon Jong-bin              | Choi Ik-hyun                     |                                                                                      |
| 2013  | New World                             | 신세계                                    | Park Hoon-jung             | Kang Hyung-chul                  |                                                                                      |
| 2013  | In My End Is My Beginning             | 끝과 시작                                 | Min Kyu-dong               | Docteur                          | Caméo                                                                                |
| 2014  | Lucy                                  | Lucy                                      | Luc Besson                 | Mr. Jang                         |                                                                                      |
| 2014  | The Admiral: Roaring Currents         | 명량                                      | Kim Han-min                | Yi Sun-sin                       |                                                                                      |
| 2015  | The Tiger: An Old Hunter's Tale       | 대호                                      | Park Hoon-jeong            | Chun Man-duk                     |                                                                                      |
| 2016  | Old Days                              |                                           |                            | Lui-même                         | Documentaire                                                                         |
| 2017  | The Mayor                             | 특별시민                                  | Park In-je                 | Byeon Jong-gu                    |                                                                                      |
| 2017  | Heart Blackened                       | 침묵                                      | Jeong Ji-woo               | Im Tae-san                       |                                                                                      |
| 2018  | The Underdog (en)                     | 언더독                                    | Oh Sung-yoon Lee Chun-baek |                                  | Dessin-animé                                                                         |
| 2019  | Forbidden Dream                       | 언더독                                    |                            | Jang Yeong-sil                   |                                                                                      |
| 2024  | Exhuma                                | 파묘                                      | Jang Jae-hyeon             | Kim Sang-deok                    |                                                                                      |

### Télévision
| Année | Film                | Titre original   | Rôle           | Chaine télévisée | Observations |
| ----- | ------------------- | ---------------- | -------------- | ---------------- | ------------ |
| 1989  | Years of Ambition   | 야망의 세월      | Choi Tae-jin   | KBS2             |              |
| 1992  | Sweetheart          | 정든 님          | Lee Dong-wook  | KBS1             |              |
| 1992  | Sons and Daughters  | 아들과 딸        | Lui-même       | MBC              |              |
| 1994  | The Moon of Seoul   | 서울의 달        | Baek Choon-sup | MBC              |              |
| 1995  | Until We Meet Again | 다시 만날 때까지 | Han Seok-jin   | SBS              |              |
| 1995  | 4th Republic        | 제4공화국        | Kim Dae-jung   | MBC              |              |
| 1996  | Their Embrace       | 그들의 포옹      | Ahn Dong-chul  | MBC              |              |
| 1996  | Dad is the Boss     | 아빠는 시장님    | Lui-même       | SBS              | Sitcom       |
| 1997  | Miss & Mister       | 미스 & 미스터    | Lui-même       | SBS              | Sitcom       |
| 1997  | Love and Separation | 사랑과 이별      | Kim Chan-gi    | MBC              |              |

## Distinctions

### Récompenses
- KBS Drama Awards 1990 : Meilleur nouveau acteur (Years of Ambition)
- Festival du film d'Asie-Pacifique 1992 : Meilleur acteur dans un second rôle ( Notre héros défiguré)
- Seoul Theater Festival 1997 : Meilleur acteur (Taxi Driver)
- Golden Cinematography Awards 1998 : Acteur le plus populaire
- Baeksang Arts Awards 1999 : Meilleur acteur (Shiri)
- Grand Bell Awards 1999 : Meilleur acteur (Shiri)
- Director's Cut Awards 1999 : Meilleur acteur (Shiri, Happy End)
- Festival du film d'Asie-Pacifique 2000 : Meilleur acteur (Happy End)
- Festival du film asiatique de Deauville 2001 : Meilleur acteur (Failan)
- Busan Film Critics Awards 2001 : Meilleur acteur (Failan)
- Blue Dragon Film Awards 2001 : Meilleur acteur (Failan)
- Korean Association of Film Critics Awards 2001 : Meilleur acteur (Failan)
- Director's Cut Awards 2001 : Meilleur acteur (Failan)
- Blue Dragon Film Awards 2003 : Meilleur acteur (Oldboy)
- Korean Association of Film Critics Awards 2003 : Meilleur acteur (Oldboy)
- Golden Cinematography Awards 2003 : Meilleur acteur (Oldboy)
- Baeksang Arts Awards 2004 : Meilleur acteur (Oldboy)
- Chunsa Film Art Awards 2004 : Meilleur acteur (Oldboy)
- Korean Film Awards 2004 : Meilleur acteur (Oldboy)
- Max Movie Awards 2004 : Meilleur acteur (Oldboy)
- Festival du film d'Asie-Pacifique 2004 : Meilleur acteur (Oldboy)
- Director's Cut Awards 2004 : Meilleur acteur (Oldboy)
- Village Voice Film Poll 2005 : Meilleure performance, classé #40 (Oldboy)
- Festival FanTasia 2005 : Meilleur acteur (Crying Fist)
- Director's Cut Awards 2010 : Meilleur acteur (J'ai rencontré le Diable)
- Buil Film Awards 2012 : Meilleur acteur (Nameless Gangster)
- Asia Pacific Screen Awards 2012 : Meilleur acteur (Nameless Gangster)
- Blue Dragon Film Awards 2012 : Meilleur acteur (Nameless Gangster)
- KOFRA Film Awards 2013 : Meilleur acteur (Nameless Gangster)
- Asia Star Awards 2014 : Acteur de l'année (The Admiral: Roaring Currents)
- Korean Association of Film Critics Awards 2014 : Meilleur acteur (The Admiral: Roaring Currents)
- Grand Bell Awards 2014 : Meilleur acteur (The Admiral: Roaring Currents)
- KOFRA Film Awards 2015 : Meilleur acteur (The Admiral: Roaring Currents)
- Max Movie Awards 2015 : Meilleur acteur (The Admiral: Roaring Currents)
- Baeksang Arts Awards 2015 : Grand prix pour film (The Admiral: Roaring Currents)

### Décorations
- Juillet 2004: Ordre du Mérite culturel.